# قنصور لبدي
قنصور لبدي (الاسم العلمي:Colutea tomentosa) هو نوع من النباتات يتبع جنس القنصور من الفصيلة البقولية.